# 1628 Штробель
1628 Штробель (1628 Strobel) — астероїд головного поясу, відкритий 11 вересня 1923 року.
Тіссеранів параметр щодо Юпітера — 3,160.
Названо на честь німецького астронома Віллі Штробеля.